# Kasachisch-polnische Beziehungen
Kasachisch-polnische sind die außenpolitischen Beziehungen zwischen Kasachstan und Polen. 
Im Mittelalter war das westliche Kasachstan Teil der Goldenen Horde und die Tataren fielen ab dem 13. Jahrhundert mehrmals in Polen ein. Nach den polnischen Teilungen wurde der östliche Teil von Polen-Litauen Teil vom russischen Zarenreich. Insbesondere nach dem Novemberaufstand und dem Januaraufstand wurden zahlreiche Polen nach Sibirien und nach Kasachstan deportiert. Auch während der Zeit der Sowjetunion ließ Stalin in den 1930er Jahren und nach dem Einmarsch der Roten Armee in die Zweite Polnische Republik zahlreiche Polen aus der ganzen Sowjetunion und den polnischen Ostgebieten nach Kasachstan deportierten. Nach dem Sikorski-Maiski-Abkommen 1941 wurden einige Hunderttausend Polen in Kasachstan gesammelt, wo sie mit der Andersarmee (Teil der Polnischen Streitkräfte in der Sowjetunion) unter Generalleutnant Władysław Anders 1942 die Sowjetunion über den Iran und Irak nach Palästina verließen. Gleichwohl verblieben fast 100.000 Polen in Kasachstan. Einige Zehntausend konnten nach dem Ende des Zweiten Weltkrieges in die Volksrepublik Polen ausreisen. Nach dem Zerfall der Sowjetunion erkannte Polen die Unabhängigkeit von Kasachstan 1992 an. Beide Staaten nahmen diplomatische Beziehungen auf. Eine immer noch offene Frage ist die Rückführung von Nachfahren polnischer Deportierter aus Kasachstan nach Polen, die sehr schleppend voranläuft.
Zur polnischen Minderheit in Kasachstan bekennen sich ca. 30.000 Personen. Einige Zuwanderer, Studenten und politische Flüchtlinge aus Kasachstan leben in Polen, insbesondere in den großen Städten des Landes.
Polen besitzt eine Botschaft in Astana und ein Generalkonsulat in Almaty. Kasachstan hat eine Botschaft in Warschau.